# ليتل هوليوود، سان فرانسيسكو
ليتل هوليوود هو حي صغير يقع في الطرف الجنوبي الشرقي من سان فرانسيسكو. يتمركز حول شارع بلانكين بين شارع بايشور وطريق الولايات المتحدة 101.

## تاريخ
طُورت المنطقة من قبل شركة كروكر العقارية في أوائل عشرينيات القرن الماضي فيما كان يُطلق عليه آنذاك "منطقة بايشور" - "حيث تلتقي الأرض والمياه" في إشارة إلى كاندلستيك كوف [الإنجليزية] القريب.
الاسم مشتق من الطراز المعماري للمنازل الأولى التي بُنيت في الحي في أواخر العشرينيات وأوائل الثلاثينيات من القرن الماضي، وكان الكثير منها يشبه المنازل في تلال هوليوود.

## عوامل الجذب والخصائص
تقع حديقة ليتل هوليوود في شارع لاثروب. أُهديت الحديقة للمقيم كلارنس فليمنج في عام 1983 للمساعدة في إنشاء الحديقة.
تقع محطة بايشور كالترين جنوب الحي، في شارع تنل أفينيو.
الحي مجاور لموقع جمع ومعالجة النفايات ريكولجي. في عام 1992 أقيمت حديقة منحوتات على التلة الجنوبية التي تفصل الحي عن الموقع. ويتميز بأعمال فنية مصنوعة من المواد المهملة الموجودة في مركز القمامة.
تزعم الأسطورة المحلية أن نجمة هوليوود الكلاسيكية ماي ويست كانت تمتلك منزلاً لقضاء العطلات في زاوية شارعي بلانكين وتوكولما، يُطلق عليه اسم "كازا باهيا لوما". ومع ذلك، لم يتم العثور على أدلة كافية تدعم هذا الادعاء.في عام 1933 أفيد أن المنزل المصمم على طراز Mission Revival قد بُنيَ بالفعل من قبل مالك العلامة التجارية للمشروبات الكحولية Lucky Lager. كان مصنع المشروبات الكحولية على بعد حوالي ميل واحد شمالًا في شارع بايشور.

## صالة عرض

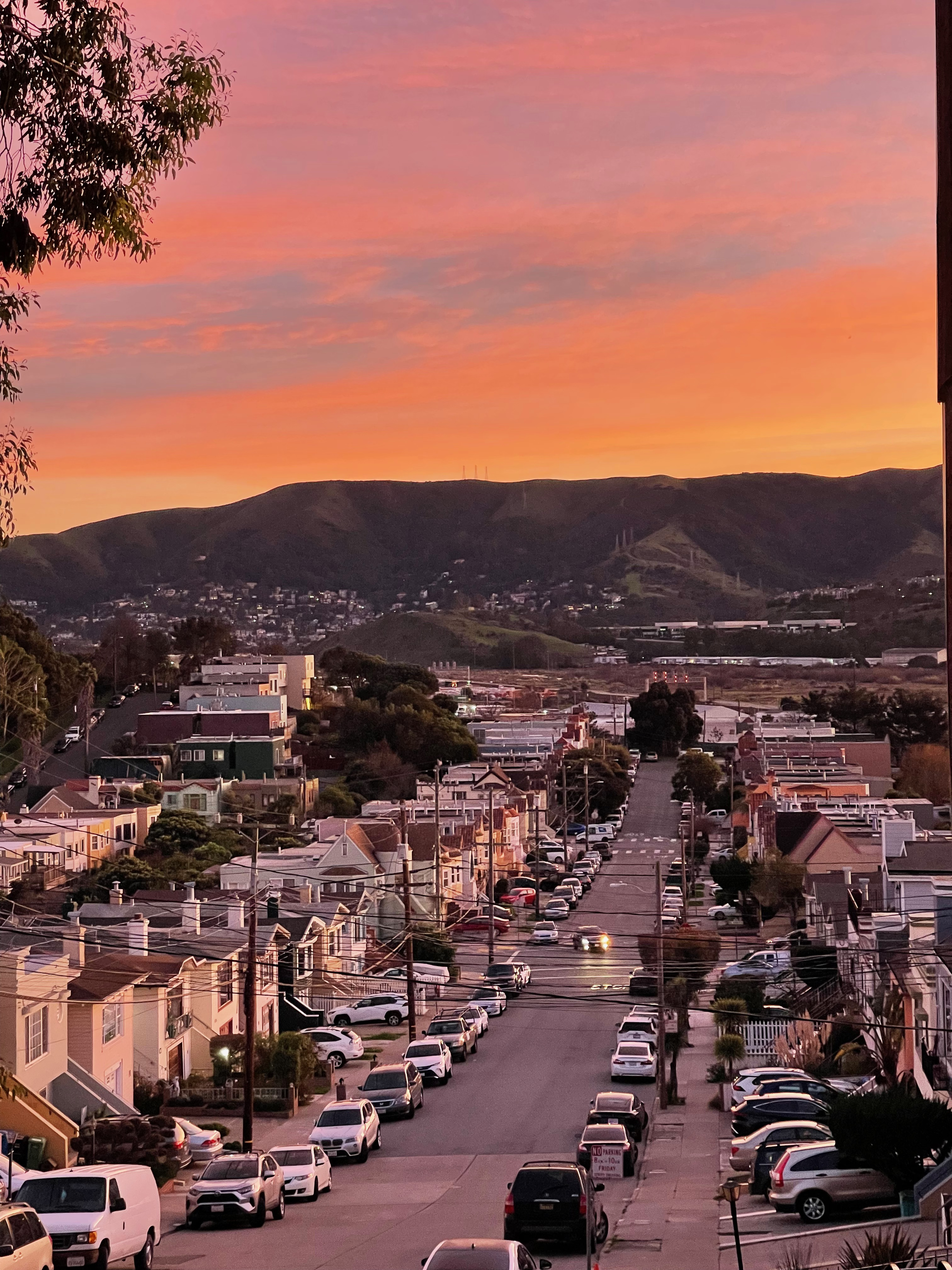
منظر جنوبي لشارع بينينسولا، يطلب من شارع هيستر عند غروب الشمس
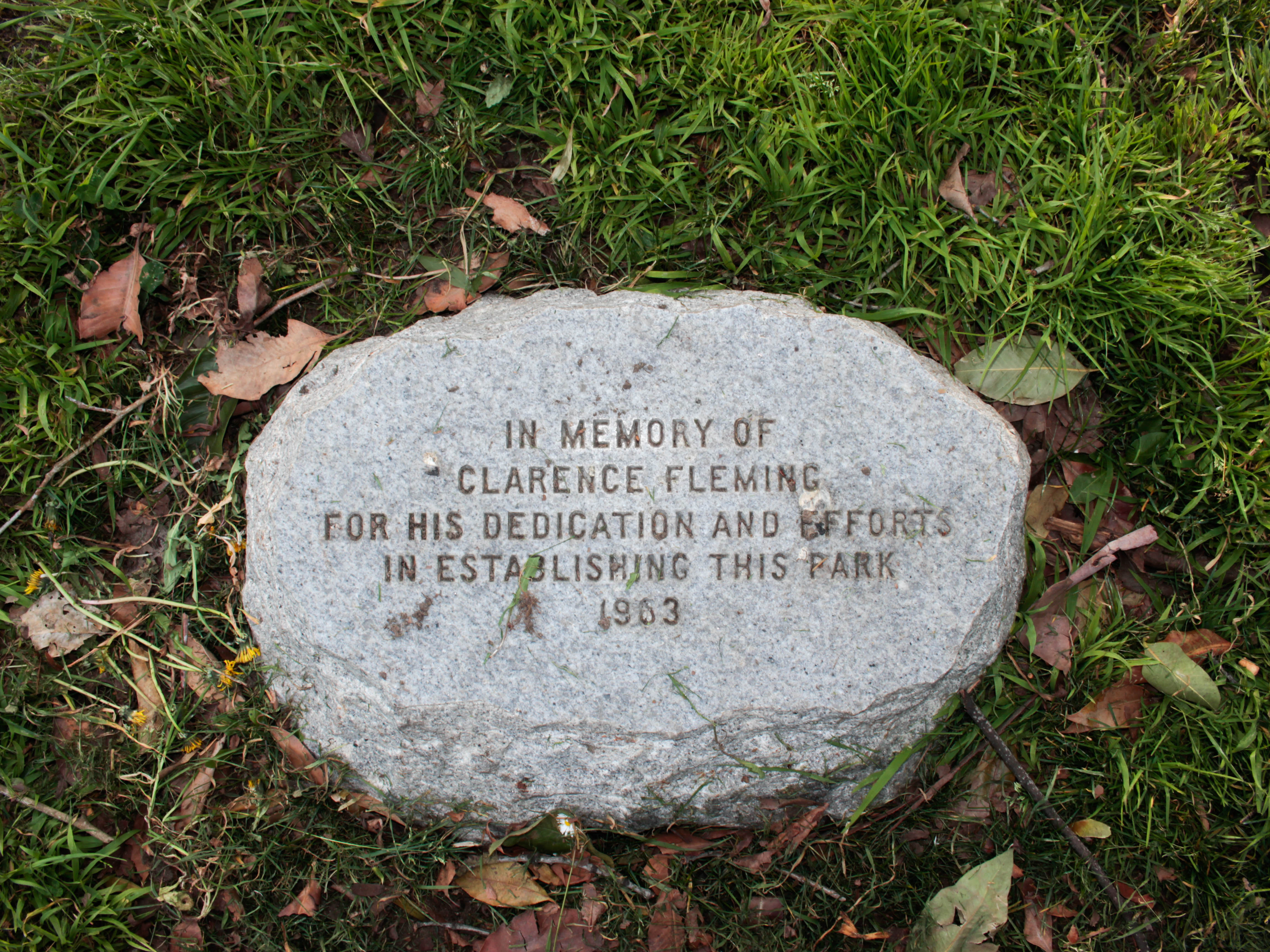
حجر الراين كليمنج فليمنج في منتزه ليتل هوليود المجتمعي